# Suillus
Suillus Gray 1821, è un genere di funghi a tubuli della famiglia delle Suillaceae.

## Descrizione
Le specie di questo genere presentano un imenio poroso e le seguenti caratteristiche:
Cappello
Da viscido a glutinoso, carnoso, in una specie è squamato
Pori
In genere angolosi ed ampi, in molte specie presentano goccioline lattiginose che lasciano macchie o granuli brunastri sul gambo.
Gambo
Liscio o granuloso, pieno, spesso vischioso.
Carne
Spesso tenera, comunque mai troppo coriacea.
Odorespesso grato, a volte come di "carne fresca", mentre in alcune specie non è ben definibile oppure sgradevole, come nel caso del S. viscidus che emana un odore come di "cloro".
Saporequasi sempre buono, ma in alcuni casi mediocre (es. Suillus viscidus) finanche "cattivo" (es. Suillus variegatus).
Commestibilità
Quasi tutte le specie sono commestibili, previa asportazione della cuticola che può risultare indigesta o "lassativa".

Una sola specie tossica: Suillus mediterraneensis  .

## Specie diSuillus
La specie tipo è il Suillus luteus (L.: Fr.) S.F. Gray (1821). Altre specie sono:
- Suillus bellinii
- Suillus brevipes
- Suillus bovinus
- Suillus cavipes
- Suillus collinitus
- Suillus granulatus
- Suillus grevillei = Suillus elegans
- Suillus lakei (Murrill) Smith & Thiers, 1964
- Suillus mediterraneensis
- Suillus placidus
- Suillus sibiricus
- Suillus spraguei
- Suillus tridentinus
- Suillus variegatus
- Suillus viscidus

## Etimologia
Dal latino suillus = maiale, del maiale.

## Curiosità
- Alcune specie del genere Suillus vengono appellate "Pineroli" in quanto crescono spesso sotto pino o più in generale sotto conifere.
- Molte delle specie sono piuttosto fedeli ai luoghi di crescita.
- S. bellinii cresce abitualmente sotto pino in boschi di macchia mediterranea.
- Da evitare il consumo di esemplari di Suillus precedentemente "congelati": infatti, nonostante questi sembrino conservati perfettamente, acquisiscono invece un sapore acidulo all'assaggio. In queste condizioni i Suillus probabilmente diventano lievemente indigesti o leggermente tossici.

- Wikimedia Commons contiene immagini o altri file su Suillus
- Wikispecies contiene informazioni su Suillus